# ライアン・ドリース
ライアン・ドリース（英: Ryan Drees）は、アメリカ出身で、日本を中心に活動している男性俳優、声優、ナレーター。

## 人物
ノースダコタ州立大学会計学科卒業、ミネソタ州立大学大学院修了。
1996年に来日し、以降各種メディアにおいて幅広い活動をしている。日本語検定を取得後は翻訳家としても活動している。
資格は米国公認会計士 (CPA) MBA。趣味は映画鑑賞、スポーツ（野球、アメリカンフットボール、バスケットボール、ボクシングなど）、旅行。特技は日本語（日本語検定1級）、野球、英語の方言、翻訳。また、日米の野球、ギリシャの島々、東京の電車についても詳しい。
身長167cm。スリーサイズはバスト110cm、ウエスト99cm、ヒップ105cm。靴のサイズは26.5cm。

## 出演
太字はメインキャラクター。

### テレビ番組
- えいごであそぼ（ライアン、JBの声）

### 映画
- おみおくりの作法
- ジャッジ!
- 私は貝になりたい（軍警官）

### Web配信ドラマ
- ウルトラギャラクシーファイト 大いなる陰謀（2020年、ゾフィーの声〈英語吹き替え〉[1]）

### テレビアニメ
- ななみちゃん（2004年、外国人）
- ポプテピピック TVアニメーション作品第ニシリーズ（2022年、司会）

### 劇場アニメ
- 名探偵コナン 紺青の拳（2019年、ヘッズリ・ジャマルッディン）
- 名探偵コナン 緋色の弾丸（2021年、ジョン・ボイド〈英語台詞〉）

### ゲーム
- ザ・ハウス・オブ・ザ・デッド 2
- シェンムー
- バーチャファイター4
- METAL WOLF CHAOS

### CM
- ANA
- カシオ
- ガスト（カウボーイ）
- 関西電力（消防士）
- キリンビバレッジ「午後の紅茶」
- キリンビール「のどごし」
- コカ・コーラ
- 佐藤製薬「ユンケル黄帝液」
- 参天製薬 サンテ40シリーズ
- サントリー ストロングゼロ
- JR東海
- スタッフサービス
- STAND BY ME ドラえもん
- ソニー
- 東芝
- ドミノ・ピザ
- トヨタ自動車「トヨタ・アクア」
- ブルボン「プチシリーズ」
- マルハチ
- みずほ銀行
- 明治「ヨーグルト・ハイレモン」

### MV
- ゴールデンボンバー 「101回目の呪い」 告知用 MUSIC VIDEO 〜"女々しくて"の呪い"version〜 - 2014年
- BiSH 「MONSTERS」 - 2016年

### 舞台
- カッコーの巣の上で（チェスウィック）
- Glengarry Glen Ross（モス）
- The Nerd（アクセル）
- しまじろうドーナツ城
- セールスマンの死（ハッピー）
- 不思議な国のアリス（モックタートル）
- 屋根の上のバイオリン弾き（モルタカ）
- ラパン・アジールに来たピカソ（シュメンディアン）